# Коэн, Альмог (футболист)
Альмог Коэн (ивр. אלמוג כהן‎; 1 сентября 1988, Беэр-Шева, Израиль) — израильский футболист, полузащитник клуба «Маккаби» (Нетания) и сборной Израиля.

## Биография

### Клубная карьера
Воспитанник академии «Бейтар Нес Тубрук» из города Нетания. В 2006 году перешёл в молодёжную команду местного «Маккаби». С 2007 года стал привлекаться к основной команде «Маккаби», в составе которой провёл 89 матчей и забил 8 голов в чемпионате Израиля и дебютировал в еврокубках. Летом 2010 года подписал контракт с клубом немецкой Бундеслиги «Нюрнберг». В клубе провёл 3 неполных сезона и отыграл 58 матчей. В феврале 2013 года на правах аренды вернулся в Израиль, где выступал за «Хапоэль» (Тель-Авив). Летом 2013 года покинул «Нюрнберг» и подписал контракт с клубом Второй Бундеслиги «Ингольштадт 04». В сезоне 2014/2015 стал победителем лиги и получил право на переход в Высшую лигу. Отыграв 2 сезона в Бундеслиге вновь вернулся с клубом во второй дивизион.
Летом 2019 года подписал контракт с «Маккаби» Нетания.

### Карьера в сборной
За основную сборную Израиля дебютировал 2 сентября 2010 года в матче отборочного турнира Евро-2012 против сборной Мальты.

## Достижения
«Маккаби» Нетания
- Вице-чемпион Израиля (2): 2006/2007, 2007/2008

 «Ингольштадт 04»
- Победитель Второй Бундеслиги: 2014/2015

## Личная жизнь
Его старший брат Амир Коэн (р. 1979) — футбольный тренер.